# Memorabilia
Memorabilia (lat. memorabilis = denkwürdig; pl. Memorabilia) sind Gegenstände, die der Mensch aufbewahrt, da sie einen sentimentalen Wert in sich tragen. Sie erfüllen eine mentale Funktion, die eng mit nostalgischen Emotionen verbunden ist und dienen Personen, sich Lebensereignisse ins Gedächtnis zu rufen und zu erhalten.
Nostalgie – definiert als sentimentale Sehnsucht nach der eigenen Vergangenheit – ist eine selbstrelevante, wenn auch zutiefst soziale, ambivalente und zugleich eher positive als negative Emotion. Das Wort bildet sich aus den zwei griechischen Wörtern Nostos („Heimkehr“) und Algos („Leiden“). Es wird oft beschrieben als „Freude und Traurigkeit, die dadurch verursacht wird, dass man sich an etwas aus der Vergangenheit erinnert und sich wünscht man könnte es wieder erleben“ Nostalgie stärkt das Gefühl von sozialer Konnektivität und kann die Empathie steigern. Weiterhin steigert sie die Zugänglichkeit positiver Selbstattribute und kann einen Bewältigungsmechanismus für Bedrohungen der eigenen Identität liefern. Die Nostalgie ist die Grundlage der Funktion von Memorabilia.

## Identifikation durch Besitztümer
Menschen definieren ihr Selbstbild unter anderem durch ihre Besitztümer. Dieser Prozess der Identifikation mit Besitztümern beginnt bereits im frühen Kindesalter, indem das Kind lernt, sich selbst von der Umwelt zu unterscheiden. Der moderne Mensch sammelt nunmehr oftmals Objekte, um sich von anderen abzugrenzen und sich selbst zu definieren. Da Memorabilia Menschen helfen, sich an positive Ereignisse aus der Vergangenheit zu erinnern, können sie einen hohen emotionalen Stellenwert für sie einnehmen. Nostalgie hilft Menschen einen Sinn in ihrem Leben zu finden, welches primär durch die Erhöhung der sozialen Verbundenheit und sekundär durch die Erhöhung der Selbstkontinuität erfolgt.
Lösen solche Besitztümer, also Gegenstände, nun die Emotion der Nostalgie aus, verleiht dies bei chronischen oder momentanen Bedeutungsdefiziten psychologische Vorteile. Hierbei handelt es sich um höhere subjektive Vitalität, geringeres Stressempfinden und Regulierung der Sinnsuche als Reaktion auf Langeweile. Zudem schützt es vor existenzieller Bedrohung und trägt zur psychologischen Gleichmütigkeit bei. Viele Menschen geben Objekte, die sie mit ihrer Vergangenheit verbinden, nur sehr ungern weg, aus Angst vor Identitätsverlust, bzw. dem Verlust der Erinnerungen an besondere Ereignisse.

## Beziehungen und Lebensereignisse
Auf diese Art aufgerufene Erinnerungen konzentrieren sich nicht nur auf enge Beziehungen (z. B. Familie, Partnerschaften, Freunde), sondern auch auf bedeutsame oder atypische Lebensereignisse wie z. B. Ferien, Hochzeiten, Treffen und kulturelle „Life-Script-Veranstaltungen“, die andere Personen mit einschließen (wie z. B. Thanksgiving, Sonntagsessen, Abitur). Materielle Dinge können eine narrativ-autobiografische Rolle spielen, um Erfahrungen und Erinnerungen zu speichern und zu strukturieren. Hierdurch werden sie zu Andenken, bzw. Instrumenten, mit welchen sich an Vergangenes erinnert werden kann und eine Identität formen lassen kann. Die Erinnerungen stehen oft mit positiven Erlebnissen in Verbindung, die eine Person in der Vergangenheit erfuhr. Demzufolge können durch die Verwendung von Memorabilia negative Emotionen wie Einsamkeit durch diese positiven Erfahrungen verringert werden.
Ausgelöst werden solche Erinnerungen durch eine Reihe von Variablen, welche an ein Objekt geknüpft sein können, oder durch dieses verstärkt werden:
- Einzigartigkeit (Steht die Erinnerung für sich alleine?)
- Stärke (Der Erinnerungsauslöser hat Einfluss auf die emotionale Stimmung einer Person.)
- Beziehungen der Umwelt (Wer beeinflusst wen?)
- Veränderung über die Zeit (Bspw. Die Entwicklung von Kameras, Polaroid vs. Spiegelreflex, Einfluss auf die Erinnerungsfähigkeit.)
- Persönliche Wahrnehmung (Was nimmt eine Person wahr, wie ist die Stimmung und wie verändert sich diese?)
- Bevorzugung (Fühlt sich die Person zu mehreren Dingen hingezogen?)

## Bedeutung im Alter
Im voranschreitenden Alter geraten Objekte, durch die ein finanzieller Status suggeriert wird, tendenziell in den Hintergrund. Emotionale Objekte, mit denen man Erinnerungen verbindet, gewinnen an Bedeutung. Verbliebene Erinnerungen aus frühen Lebensphasen sind sehr resilient und schwer zu vergessen, wenn sie einmal ins Gedächtnis aufgenommen sind – allerdings ist es auch ebenso schwer auf diese zuzugreifen. Gerade bei Menschen mit erinnerungsbeeinflussenden Handicaps wie z. B. Alzheimer-Patienten, sind solche Erinnerungen oft Haltestützen für die Identität. Memorabilia sind hierbei von großer Wirksamkeit um solche Erinnerungen aufzurufen. Sie sind im Vergleich zu Worten bedeutend effektiver im Wecken von Erinnerungen. In einer Studie von Kirk und Berntsen (2018) dienten die Effekte von Memorabilia u. a. als Hinweise darauf, dass Alzheimer-Patienten Erinnerungen nicht verlieren, sondern auf diese bloß nicht zugreifen können, bis sie einen geeigneten Auslöser (in diesem Fall Memorabilia) oder einen klaren Moment erleben.

## Schutz vor Erinnerungsverlust
Menschen streben danach, Erinnerungen zu konservieren, und versuchen, diese umgehend zu beschützen (eng. strategic memory protection). Dies wird durch zwei Erhaltungsstrategien gewährleistet. Die Konsumenten versuchen auf der einen Seite die Situation einer speziellen Erinnerung zu vermeiden, falls die Situation von der Erinnerung abweicht oder diese den Erinnerungsmechanismus gefährden könnte. Falls eine Vermeidung, wie etwa im Falle des jährlich wiederholenden eigenen Geburtstages, nicht möglich ist, greifen die Konsumenten auf materielle Dinge als Memento an einzelne Erinnerungen zurück, um sich neben den wiederkehrenden Ereignissen an ein bestimmtes zu erinnern. Somit dienen physische Objekte, mit denen eine von ihrem Besitzer verliehene Verknüpfung geschaffen wurde, als Erinnerungserhaltungsinstrument (eng. memory pointer).

## Geschlechterunterschiede
Es gibt geringfügige geschlechtsspezifische Unterschiede in der Motivation, Memorabilia zu sammeln. Tendenziell kaufen Frauen zum Beispiel mehr Souvenirs und sehen darin eher einen Beweis für beispielsweise den Urlaub sowie eine Kommunikationsfunktion im Gespräch mit Gästen bzw. Freunden. Generell wird in Familien Frauen häufiger als Männern die Rolle der „Erinnerungswächterin“ zugeschrieben und sie tragen häufiger zum gemeinsamen Erinnerungskapital der Familie bei. Souvenirs werden jedoch von beiden Geschlechtern überwiegend als Geschenk genutzt. Dabei spielt die empfundene Authentizität des Souvenirs eine große Rolle.